# Condannata a danzare
Condannata a danzare è un singolo della cantautrice italiana Myss Keta, pubblicato il 14 novembre 2023.
Il singolo fa parte della colonna sonora del film Il migliore dei mondi di Danilo Carlani, Alessio Dogana e Maccio Capatonda.

## Video musicale
Il videoclip è stato reso disponibile in concomitanza con l'uscita del singolo sul canale YouTube della cantautrice.

## Tracce
Testi e musiche di Stefano Riva e Dario Pigato.
1. Condannata a danzare – 2:39